# Шведска у Европској унији
Шведска је приступила ЕУ 1995. године, након одржаног референдума годину дана раније када је 52 одсто грађана гласало за приступање.
За Шведску је чланство 1995. године означило врхунац дугог периода интеграције и сарадње са земљама у ЕУ. Споразум о слободној трговини из 1972. између Шведске и Европске комисије и Споразум о европском економском простору (Споразум о ЕГП) из 1992. били су важне прекретнице на путу ка чланству.
Није требало дуго да Шведска постане члан ЕУ након што је започео поступак за пријаву. После пада Берлинског зида у јесен 1989. године, у Шведској се све чешће расправљало о питању чланства у ЕУ. Контрадикције између великих сила које су поделиле Европу током хладног рата значиле су да Шведска до тада није сматрала да чланство може бити компатибилно са њеном политиком неутралности.

## Пут Шведске до ЕУ
У октобру 1990. шведска влада саопштила је свој став да Шведска треба да тежи чланству. У јулу 1991. тадашњи премијер Ингвар Карлсон поднео је захтев Шведске, а у фебруару 1993. стварни преговори су започели у Бриселу. На самитима у Лисабону и Единбургу 1992. године, шефови држава и влада земаља ЕУ дали су зелено светло за проширење Европске уније без великих институционалних реформи. Шведска би сада могла постати једна од нових чланица уније.
Преговори су трајали нешто више од годину дана. 30. марта 1994. године финализиран је споразум између Шведске и држава чланица ЕУ, који је потписан на самиту ЕУ на Крфу у лето 1994.
Разлог за то што су преговори о чланству протекли релативно глатко био је тај што је велики део посла већ био завршен споразумом о ЕГП-у 1992. године. Овај споразум између чланица ЕУ и ЕФТА-е, Европске асоцијације за слободну трговину, већ је регулисао већину услова за учешће Шведске у ЕУ. унутрашње тржиште. Међутим, неколико важних подручја, попут пољопривреде и регионалне политике, било је изван споразума о ЕЕА и ријешено је споразумом о чланству.
13. новембра 1994. године коначно је одлучено питање чланства на референдуму. Референдум је био саветодаван, али су се странке унапред договориле да прате резултат. 52,3 одсто гласало је за, 46,8 одсто за, а 0,9 одсто за празно. Излазност је била велика, 83 процента. Стога је шведски народ рекао да чланству и одлуку је формално донео шведски парламент 15. децембра 1994.

## Шведски језик у ЕУ
Шведски језик је један од 24 службена језика ЕУ. Положај шведског језика као једног од званичних језика од велике је фундаменталне важности за Шведску. Добра комуникација између институција ЕУ на њиховом језику важан је начин за наставак тежње ка већој отворености и дубљем демократском сидрењу сарадње ЕУ.
Политика шведског језика успостављена је 1996. Полазиште је да шведски изабрани представници у Европском парламенту и шведски представници у другим телима на високом нивоу морају бити у могућности да комуницирају на шведском језику. Избор представника не сме бити одређен њиховим језичким вештинама.

## Прекретнице у односу Шведске и ЕУ
| 1960      | Шведска, заједно са Данском, Уједињеним Краљевством, Норвешком, Португалијом, Швајцарском и Аустријом, оснива Европско удружење слободне трговине (ЕФТА). Касније се придружују и Финска и Исланд. |
| 1967-1971 | Шведска преговара са ЕК о ближим односима на основу „отворене“ апликације која не искључује чланство. Међутим, шведска политика неутралности доводи до тога да је чланство све мање вероватно. |
| 1972      | Шведска и ЕК договарају се о споразуму о слободној трговини. Ступио је на снагу 1973. године и углавном покрива индустријску робу. Слични билатерални споразуми су такође постигнути између осталих земаља ЕФТА-е и ЕК. |
| 1984      | Укидање царина на индустријску робу између Шведске и ЕК сада је у потпуности спроведено. ЕК и земље ЕФТА-е слажу се да ће проширити своју сарадњу. |
| 1987      | Шведска изражава жељу да учествује на унутрашњем тржишту Европске комисије. |
| 1989      | ЕК и земље ЕФТА покрећу преговоре о стварању европског економског простора (ЕЕА). Циљ је постићи слободно кретање роба, људи, услуга и капитала и одређених суседних подручја као што су заштита потрошача, истраживање и развој и образовање. |
| 1990      | У Бриселу започињу формални преговори о споразуму о ЕГП. Шведска влада објашњава да је циљ шведско чланство у ЕУ. |
| 1991      | Шведска се формално пријављује за чланство у ЕК. |
| 1992      | Споразум о ЕГП-у потписан је и ступа на снагу 1. јануара 1994. Шефови држава и влада ЕК одобравају проширење ЕУ на нове државе чланице, чији је Шведска један од кандидата. |
| 1993      | Шведска започиње преговоре о чланству са ЕК у Бриселу. |
| 1994      | Преговори о чланству окончаће се у марту. Споразум ће бити потписан на Европском савету на Крфу у јуну. У новембру, шведски народ на референдуму одобрава чланство у ЕУ (52,3 одсто гласова за, 46,8 процената против и 0,9 процената празних гласова). |
| 1995      | Шведска ће се придружити ЕУ заједно са Финском и Аустријом. Истовремено, престаће чланство Шведске у ЕФТА-и. |
| 2001      | Шведска је председавајући највишег тела ЕУ које доноси одлуке - Савета министара. |
| 2003      | У марту 2003. године, Риксдаг је одлучио да ће шведски народ гласати за учешће у монетарној унији ЕМУ на референдуму 14. септембра 2003. Шведски народ гласао је против учешћа у монетарној унији, са 56 посто против и 42 посто за. Све парламентарне странке обавезале су се да ће пратити резултат референдума. У догледно време неће бити одржан нови референдум. |
| 2009      | Лисабонски уговор ступа на снагу. Шведска је председавајући највишег тела ЕУ које доноси одлуке - Савета министара |